# Olivier Henrard
Pour les articles homonymes, voir Henrard.
Olivier Henrard, né le 14 juin 1966 à Bastia, est un haut fonctionnaire français, membre du Conseil d'État et ancien conseiller à la culture de l'Élysée. Il occupe depuis le 1er mars 2019 les fonctions de directeur général du Centre national du cinéma et de l'image animée, ainsi que la présidence par intérim à deux reprises, du 28 juin 2024 au 5 février 2025.

## Biographie
Olivier Henrard est diplômé de l'Institut d'études politiques d'Aix-en-Provence et de la faculté de droit d'Aix-Marseille III.
Il exerce, à la direction des affaires culturelles de la mairie de Paris, des responsabilités dans les secteurs de la musique et de l'art lyrique (1993-1996) puis des bibliothèques et du livre (1996-1999), dans les domaines budgétaire, juridique et des ressources humaines[réf. nécessaire].
Après avoir intégré l'École nationale d'administration (promotion René Cassin), il est nommé à sa sortie en 2003 auditeur au Conseil d'État, puis promu maître des requêtes en 2006. Rapporteur à la section du contentieux et à la section de l’intérieur, il est parallèlement coauteur du rapport du Conseil d’État au Premier ministre sur les Collectivités territoriales et les obligations communautaires de la France (2003).
Il est par ailleurs, dans le cadre du Conseil supérieur de la propriété littéraire et artistique, rapporteur de la commission sur le statut juridique des œuvres multimédia (novembre 2004 - octobre 2005), ainsi que de la mission sur la rémunération pour copie privée et les mesures de gestion électronique des droits (mai - octobre 2006). Il est également, de mars à octobre 2005, rapporteur de la mission sur l’organisation administrative des Archives nationales, confiée à Bernard Stirn par le ministre de la Culture et de la Communication. Il est parallèlement, de mai 2004 à décembre 2010, successivement rapporteur, puis rapporteur général adjoint, et enfin rapporteur général de la Commission d'accès aux documents administratifs.
Il est intervenant à l'École nationale d'administration et maître de conférences en droit public à l'Institut d'études politiques de Paris. Il est professeur associé à l'université Paris-Descartes, où il enseigne notamment le droit des politiques culturelles.
Il est, de mai 2007 à juin 2009, conseiller juridique, chargé des industries culturelles, de la propriété intellectuelle, du marché de l'art, du mécénat et des études, au cabinet de Christine Albanel, ministre de la Culture et de la Communication. Il est l'architecte et le corédacteur de la loi Hadopi. Lorsque Frédéric Mitterrand est nommé ministre, Olivier Henrard est promu directeur adjoint du cabinet,,. Il quitte ces fonctions le 7 décembre 2009,, avant d'être nommé en janvier 2011 conseiller à la culture de l'Élysée, sous la présidence de Nicolas Sarkozy.
Il passe dans le privé en mars 2013, en devenant membre du comité exécutif et secrétaire général du groupe SFR,, jusqu'à son rachat par Altice. À ce titre, il est membre du Conseil supérieur de la propriété littéraire et artistique en qualité de représentant des fournisseurs d'accès à internet, ainsi que membre du comité « France Très haut débit ».
Il réintègre ensuite le Conseil d'État, où il est nommé rapporteur public, spécialisé dans les contrats publics (délégations de service public et marchés publics).
En juillet 2017, il est nommé médiateur du livre.
Il est nommé directeur général du CNC par sa présidente, Frédérique Bredin, à compter du 1er mars 2019.
En juillet 2019, il est nommé président par intérim au CNC par le ministre de la Culture Franck Riester, en attendant une nomination définitive.
Après que Dominique Boutonnat a pris ses fonctions de président, le 24 juillet 2019, l'auteur du rapport jugé « controversé » sur le financement privé dans la production et la distribution cinématographique ayant été nommé par Emmanuel Macron pour succéder à Frédérique Bredin à la tête de cette institution, Olivier Henrard reprend les fonctions de directeur général qu'il occupe depuis lors.
De  juin 2024 à février 2025, il est de nouveau nommé président par intérim du CNC à la suite de la condamnation pénale de Dominique Boutonnat pour agression sexuelle.

## Loi Création et Internet
Étant conseiller chargé de la propriété intellectuelle au cabinet de Christine Albanel, ministre de la Culture, Olivier Henrard est corédacteur du projet de loi Création et Internet, surnommée loi Hadopi, dont le dispositif de « riposte graduée », a été censuré dans une première version par le Conseil constitutionnel dans la décision n°2009-580 DC du 10 juin 2009 du fait de l'absence d'intervention du juge. La version initiale prévoyait que le présumé coupable devait mettre à disposition son disque dur  auprès du juge pour vérification et instaurant un principe de responsabilité pour les abonnés Internet selon l'article L335-12 du Code de la propriété intellectuelle. Ce raisonnement remet en cause le principe des réseaux sans fil communautaires tels que FON, dont le président du pôle France, Jean-Bernard Magescas, a vivement réagi en déclarant : « Il semble clair que M. Henrard est dépassé par les sujets qu'il aborde », déplorant également un manque de concertation.
C'est donc une seconde version de la « riposte graduée » qui est entrée en vigueur avec la loi dite Hadopi 2, selon laquelle une  autorité administrative publique indépendante émet des courriels d'avertissements préalables, tandis que le juge prononce la sanction.
Il s'est également engagé en faveur d'un filtrage par liste blanche d'Internet en France pour les accès Wi-Fi publics - comprendre que les sites Internet seraient filtrés a priori, et que seuls ceux faisant partie de cette liste seraient visibles. Cette position du ministère est également très controversée.

## Distinctions
- Officier de l'ordre des Arts et des Lettres (2022)[32]
- Chevalier de l'ordre des Arts et des Lettres[33]